# Обхаузен
Обхаузен (њем. Obhausen) општина је у њемачкој савезној држави Саксонија-Анхалт. Једно је од 29 општинских средишта округа Зале. Према процјени из 2010. у општини је живјело 2.457 становника. Посједује регионалну шифру (AGS) 15088265.

## Географски и демографски подаци
Обхаузен се налази у савезној држави Саксонија-Анхалт у округу Зале. Општина се налази на надморској висини од 176 метара. Површина општине износи 37,3 km². У самом мјесту је, према процјени из 2010. године, живјело 2.457 становника. Просјечна густина становништва износи 66 становника/km².